# Fiat 8 HP
Fiat 8 HP — автомобиль, выпускавшийся компанией Fiat в 1901 году. Это последняя модель Fiat, спроектированная Аристидом Фациоли.
На автомобиль устанавливался двухцилиндровый двигатель, объемом 1082 куб. см. с двумя клапанами на цилиндр, мощностью 10 л.с. (налогооблагаемая мощность автомобиля составляла 8 л.с., что отражено в названии модели). Максимальная скорость составляла 45 км/ч.
Всего выпущено 80 автомобилей.